# Dobolyi Alexandra
Dobolyi Alexandra (Budapest, 1971. szeptember 26. –) magyar politikus, az Európai Szocialista Párt elnökségi tagja, Veres János volt pénzügyminiszter felesége. Két gyermek édesanyja.

## Életrajza

### Tanulmányai
1990-ben tette le az érettségit a budapesti Petőfi Sándor Gimnáziumban. 1991-1992-ben Ausztriában és Írországban gyakorolta angol és német nyelvtudását. 1993-ban a Külkereskedelmi Főiskolára iratkozott be, ahol két félévet végzett el. 1994-ben felvették a pécsi Janus Pannonius Tudományegyetemre, ahol 2000-ig tanult, először főiskolai, később egyetemi oklevelet szerzett a Bölcsészettudományi Karon. 1999-ben Bécsben elnyerte az osztrák Karl Renner Intézet ösztöndíját, melynek köszönhetően öt hónapig tanulmányozta az osztrák SPÖ delegáció tevékenységét Brüsszelben. 2003-ban beiratkozott az ELTE Új- és Jelenkori Egyetemes Történeti Tanszékén PhD képzésre, azonban tanulmányait félbehagyta.

### Politikai pályafutása
1998 májusától a Magyar Szocialista Párt országgyűlési frakció külügyi osztályán dolgozott. 2002 tavaszától az MSZP elnöksége a párt Külügyi Titkárának nevezte ki, mely funkciót 2004 őszéig látta el. 2004. június 13-tól 2009 júniusáig európai parlamenti képviselőként dolgozott. 2007 áprilisától november 19-ig vezette a MSZP Külügyi Titkárságát.

## Külső hivatkozások
- Dobolyi Alexandra honlapja. [2015. augusztus 12-i dátummal az eredetiből archiválva]. (Hozzáférés: 2016. augusztus 4.)

1. ↑  https://hvg.hu/itthon/20160310_Veres_Janos_az_exminiszteri_gepgyar_svajci_hatterrel